# Atentado del Grand Hotel de Brighton de 1984
El atentado del Grand Hotel de Brighton se produjo el 12 de octubre de 1984 en la ciudad homónima de Inglaterra. Una bomba de tiempo fue dejada en el hotel por Patrick Magee, miembro del Ejército Republicano Irlandés Provisional (IRA), con el fin de matar a la primera ministra inglesa Margaret Thatcher y a su gabinete, que se alojaban en el hotel para la conferencia del Partido Conservador. Aunque Thatcher escapó por poco de una lesión, cinco personas murieron, entre ellas dos miembros destacados del Partido Conservador, y 31 resultaron heridas.

## Preparación
Patrick Magee se había alojado en el hotel con el seudónimo de Roy Walsh durante el fin de semana del 14 al 17 de septiembre de 1984. Durante su estancia, se colocó la bomba debajo de la bañera en su habitación, la número 629. El dispositivo estaba equipado con un temporizador de larga duración, hecho a partir  de una grabadora de vídeo y una cronómetro para la cocción de huevos. Según Sean O'Callaghan, agente encubierto del IRA, se usaron 20 libras (9 kg.) de Frangex (gelignita). El dispositivo fue descrito como una bomba pequeña para los estándares del IRA según un informe de prensa de la época, y pudo haber sido envuelto en película plástica alimentaria para evitar la detección por parte de perros rastreadores y así evitar el olor del explosivo.

## Explosión
La bomba detonó aproximadamente a las 2:54 de la madrugada del 12 de octubre. La sección media del edificio se derrumbó hacia el sótano, dejando un enorme agujero en la fachada del hotel. Los bomberos dijeron que muchas vidas se salvaron probablemente por la buena estructura del hotel victoriano. Thatcher seguía despierta a esa hora, trabajando en su discurso para la conferencia del día siguiente. La explosión dañó gravemente su cuarto de baño, pero dejó su sala de estar y dormitorio indemnes. Tanto ella como su marido Denis salieron ilesos. Se cambió de ropa y fue llevada a través de los escombros junto con su marido y su amiga y ayudante Cynthia Crawford, y llevados a la comisaría de Brighton.
A las 4:00 de la madrugada, Thatcher abandonó la estación de policía y dio una entrevista improvisada al periodista John Cole de la BBC, diciendo que la conferencia se llevaría a cabo. Alistair McAlpine convenció a la tienda Marks & Spencer para abrir temprano (a las 8:00 de la mañana), para que aquellos que habían perdidos sus ropas en el atentado pudieran comprar nuevas prendas. Después de la conferencia, Thatcher pasó a visitar a los heridos al Hospital Royal Sussex County.

### Víctimas mortales
Cinco personas murieron, aunque ninguno de ellos eran ministros del gobierno. 
- Sir Anthony Berry (miembro del Partido Conservador)
- Eric Taylor (encargado de la zona noroccidental del Partido Conservador)
- Lady Jeanne Shattock (esposa de Sir Gordon Shattock, encargado de la zona occidental del Partido Conservador)
- Lady Muriel Maclean (esposa de Sir Donald Maclean, encargado de los escoceses conservadores)
- Roberta Wakeham (esposa de John Wakeham, secretario del Tesoro)

La habitación donde explotó la bomba era donde se hospedaba la pareja Maclean.
Varios fueron heridos, entre los que se incluye a Margaret Tebbit, esposa de Norman Tebbit, entonces Presidente de la Junta de Comercio, que quedó discapacitada físicamente. 34 personas fueron trasladadas al hospital y se recuperaron de sus lesiones. Cuando el personal del hospital le preguntó a Tebbit si era alérgica a algo, se dice que respondió "bombas".

## Repercusiones

### Declaración del IRA
El IRA se atribuyó la responsabilidad al día siguiente, y dijo que lo intentaría de nuevo. Su declaración leída:

La señora Thatcher ahora se dará cuenta que Bretaña no puede ocupar nuestro país y torturar nuestros prisioneros y disparar a nuestra gente en sus propias calles y salir con la suya. Hoy no tuvimos suerte, pero recuerde que solo necesitamos tener suerte una vez. Usted tendrá que tener suerte siempre. Dele paz a Irlanda y no habrá más guerra.

### Respuesta de Thatcher
Thatcher comenzó la conferencia a las 9:30 hrs. de la mañana siguiente, tal como estaba programado. Descartó su primer discurso, que mencionaba en gran parte los ataques que sufrían desde el Partido Laborista, y se centró en el tema de las explosiones, afirmando que eran un atentado para hacer cojear el gobierno de Su Majestad elegido democráticamente.

Esta es la clase de violación que tuvimos que vivir, y es el hecho de que hoy nos reunimos impresionados, pero compuestos y determinados, a dar una señal de que no solo este ataque ha fallado, sino que todos los atentados que buscan destruir la democracia fallarán.

Uno de los biógrafos de Thatcher afirmó que la serenidad que tuvo la primera ministra luego de los atentados le otorgó admiración universal. El desafío que le supusieron los atentados fue otro momento churchilliano que le dio una imagen estoica en Inglaterra frente a estos eventos.